# Marta Veselá Jirousová
Marta Veselá Jirousová (* 25. dubna 1981 Dačice) je česká básnířka, výtvarnice a učitelka, dcera Ivana Martina Jirouse a Juliany Jirousové.

## Život
Dětství prožila ve Staré Říši na Vysočině. Po telčském Gymnáziu Otokara Březiny vystudovala český jazyk a výtvarnou výchovu na Pedagogické fakultě Univerzity Palackého v Olomouci. Učila na základní škole v Nové Říši a v Urbanově, nyní učí na gymnáziu v Telči. Pečuje o zahradu domu Jirousových (původně jejích prarodičů Stritzkových) ve Staré Říši.
Ještě jako dítě spolu se svou sestrou Františkou ilustrovala samizdatové vydání sbírky svého otce Magor dětem. Jde o verše pocházející z doby, kdy byl Jirous dlouhodobě a opakovaně vězněn, a dětské básničky byly jedním z mála jeho kontaktů s malými dcerami. Marta poté ilustrovala i nové vydání z roku 2009.
Vydala tři sbírky básní a jednu knihu pro děti.

## Dílo

### Poezie
- Procházka s andělem (Dauphin, 2007)
- Děti deště (Torst, 2013)
- Zahrada (Host, 2019)
- Kohouti budou zpívat (Odeon, 2023)

### Pro děti
- 5 domů (Meander, 2016)